# آزادماهی استرالیا
آزادماهی استرالیا (نام علمی: Arripis) نام یک سرده از زیرراسته سوف‌ماهی‌شکلیان است.